# Tesla Roadster
Tesla Roadster is een volledig elektrisch aangedreven sportauto van het type roadster, ontwikkeld door Tesla Motors en gebouwd tussen 2008 en 2012. In de vier jaar dat de auto gebouwd is zijn 2500 exemplaren geleverd in 31 landen. 

## Kenmerken
De tweepersoons Roadster was de eerste elektrische auto die gebruik maakte van een lithium-ion-accu-pakket. De actieradius is ongeveer 390 kilometer op één lading. Tijdens de Global Green Challenge in Australië op 27 oktober 2009 heeft de Roadster het afstandsrecord voor elektrische auto's gebroken door op één lading 501 kilometer te rijden. De acceleratie van 0 tot 100 kilometer bedraagt 3,9 seconden.
De accu van de Roadster bestaat uit 6831 verschillende lithium-ion-cellen onderverdeeld in elf verschillende platen ('sheets'). Elk van de platen is onderverdeeld in negen blokken die in serie geschakeld zijn. Elk blok bestaat uit 69 cellen. De totale accu heeft een opslagcapaciteit van 53 kWh. Op 26 december 2014 is bekendgemaakt dat er een nieuwe accu in het pakket Roadster 3.0 zit, waarmee de capaciteit vergroot is tot 70 kWh. Er is sprake van een verbeterde energiedichtheid van 31% ten opzicht van de eerste generatie lithium-ion-accu.
Omdat het de eerste auto is van het tot de verbeelding sprekende merk Tesla, en omdat er maar 2450 van geproduceerd zijn, is deze auto hard op weg om de eerste elektrische klassieker te worden. De prijzen van deze auto zijn op de tweedehandsmarkt alweer aan het stijgen. Om een gebruikte Roadster aan te schaffen moet nu al bijna de nieuwprijs betaald worden en de laatst geproduceerde Roadster staat te koop voor 1,5 miljoen US Dollar, al is het niet waarschijnlijk dat dit bedrag er voorlopig voor betaald zal gaan worden.

## Tesla
De Roadster was de eerste auto van Tesla Motors. Met deze auto in een relatief gelimiteerde oplage werd ervaring opgedaan met high-performance elektrische auto's. De ervaring met de Roadster heeft geleid tot de ontwikkeling van de Tesla Model S. Dit model wordt sinds de zomer van 2012 in de Verenigde Staten geleverd en vanaf zomer 2013 in Europa.

## Tweede generatie

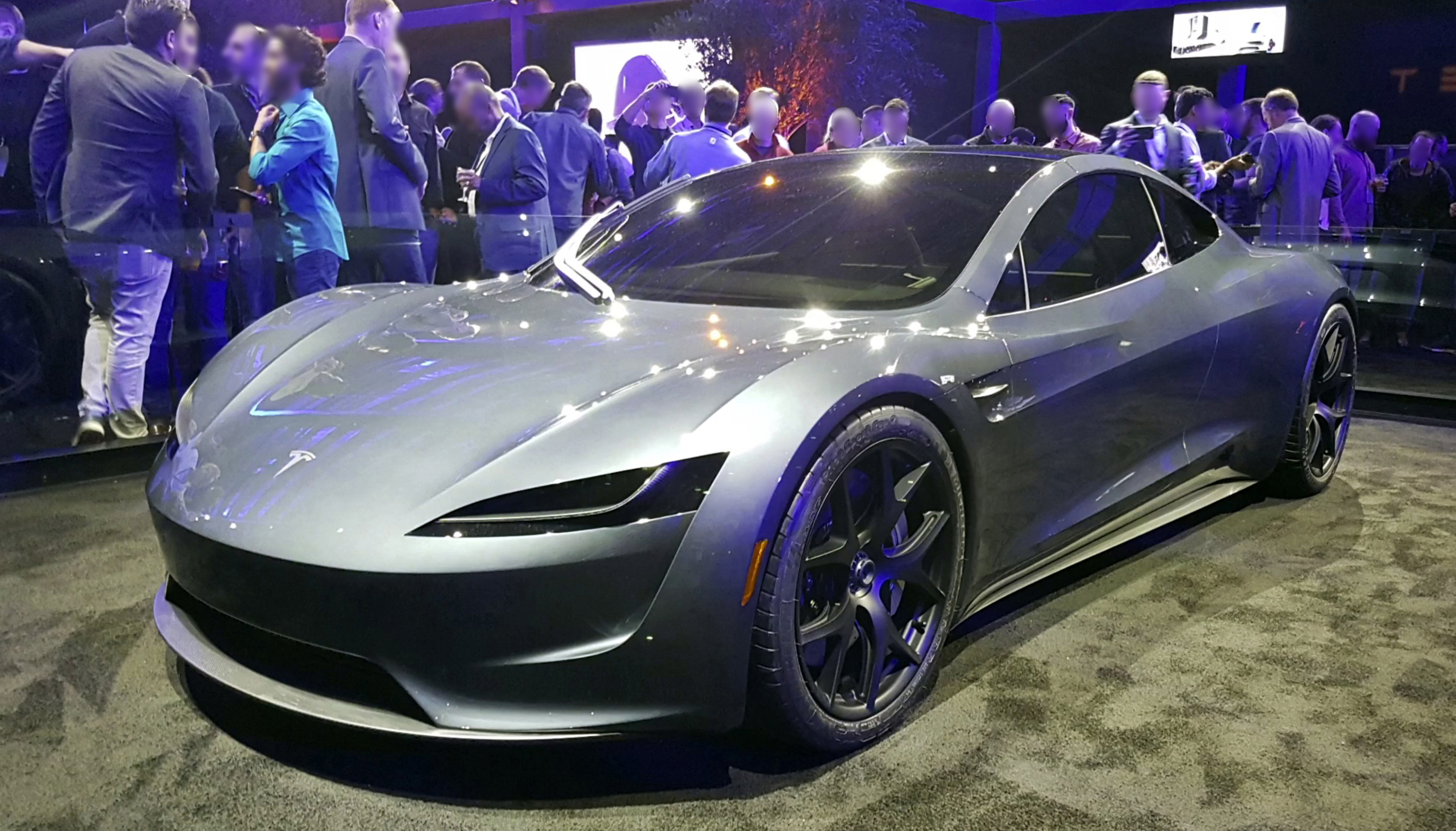
Tweede generatie Tesla Roadster

De tweede generatie Roadster kan gezien worden als de opvolger van de eerdere Tesla Roadster, maar waar dat feitelijk een Lotus was met een ingebouwde elektrische tractie, is dit een eigen ontwerp. De auto is geschetst door Franz von Holzhausen. De auto beschikt over drie motoren, twee achter en één voor, die alle wielen aandrijven.
De prototype Roadster werd op 16 november 2017 gepresenteerd, samen met de Tesla Semi-truck.
Hij trekt op in 1,9 seconden en zou een topsnelheid van 400km/h+, De actieradius zou zo'n 1000 kilometer bedragen.

## Trivia
- Op 6 februari 2018 om 20:45 UTC werd de Tesla Roadster van Elon Musk als ballast gebruikt op de succesvolle demonstratievlucht van SpaceX’ Falcon Heavy. De tweede trap, met de auto daarop bevestigd, beschrijft nu een elliptische baan om de Zon, deels voorbij de baan van Mars en deels tot in de buurt van de baan van de Aarde, en zal naar verwachting miljoenen (volgens Musk zelfs miljarden) jaren blijven rondcirkelen[2][3][4], al moet daar wat de auto betreft aan toegevoegd worden "wat er van over is".[5] In de bestuurdersstoel zit een mannequin gekleed in een SpaceX-ruimtepak genaamd Starman en op het dashboard staat een miniatuur Roadster met daarin een miniatuur starman. Na de lancering had de accu genoeg lading om ongeveer 12 uur lang beelden vanuit drie camera’s uit te zenden en de muziek van David Bowies Space Oddity af te spelen. Het beeldscherm van de boordcomputer gaf de tekst “Don’t panic” weer. Deze beelden werden gedurende een periode van ruim vier uur na de lancering live op YouTube gestreamd. Aangezien er zonder lucht geen geluid is, is Bowie niet hoorbaar. De lancering was met 2,3 miljoen live weergaven de op een na best bekeken YouTube-livestream ooit.